# 2行軌道要素形式
2行軌道要素形式（にぎょうきどうようそけいしき、英: Two-line elements ： TLE）は、アメリカ航空宇宙局 (NASA) と北アメリカ航空宇宙防衛司令部 (NORAD) が現在でも使用している、人工衛星の地心座標系におけるケプラー軌道要素のテキスト形式のフォーマットである。元来は初期のコンピューターの80桁のパンチカード用としてデザインされたフォーマットであるが、さまざまな分野で非常に普及しており、また他のいかなるフォーマットと比べても遜色なく働くことから、現在でも使用されている。
応用分野や対象となる軌道にもよるが、更新から30日以上経過した2行軌道要素形式を用いて計算された値は、信頼性に欠ける可能性がある。衛星の軌道上の位置は、2行軌道要素形式から、SGP、SGP4、SDP4、SGP8、SDP8 の各アルゴリズムを用いて計算される。SGP4 を使用した場合の精度は、位置に関して典型的には誤差 1 km である。例えば 300 km 離れた位置からは、これは最大 0.2° の観測誤差を引き起こす。

## フォーマットの詳細
2行軌道要素形式は、テキスト形式の1行69文字の2行 (Line 1 と Line 2) から成る。使用可能な文字は、英大文字 A–Z、数字 0–9、小数点.、空白 および + と - の符号のみである。
実際の利用においては、分かり易いように、Line 1 の前に Line 0 として24文字以内の衛星名を付加することが広く行われている。衛星名として使用可能な文字は Line 1 と Line 2 で利用可能な文字よりもやや自由度が大きく、少なくとも英大文字 A–Z、数字 0–9、丸括弧 ( と )、角括弧 [ と ]、+ と - の符号、および空白が利用可能である（その他のASCII文字も利用されている可能性がある）。衛星名の24文字という制限は、NORAD および NASA で使用されている衛星名と整合性を保つための慣例である（Line 0 を付加して3行の形式とした場合でも、2行軌道要素形式と呼ばれる）。以下の説明は Line 0 を付加した形式で行う。

### 一般フォーマット
```
AAAAAAAAAAAAAAAAAAAAAAAA
1 BBBBBC DDEEEFFF GGHHH.HHHHHHHH +.IIIIIIII +JJJJJ-J +KKKKK-K L MMMMN
2 BBBBB PPP.PPPP QQQ.QQQQ RRRRRRR SSS.SSSS TTT.TTTT UU.UUUUUUUUVVVVVW

```

AAAAAAAAAAAAAAAAAAAAAAAA が24桁の衛星名 (Line 0) である。
また、下記以外の文字は、次で説明するためのシンボルである。
凡例（一般フォーマットの各項目共通）
- 1、2、. ： これらはそれぞれ各桁番号および小数点を表す。これ以外の文字は来ない。
- + ： 続く数値の符号が来ることを表し、+、-または空白が来る。
- - ： 1桁の数値が続く場合は、その数値の符号であり、+ か - が来る。その場合、この符号付の1桁の整数は、先行する数値の10を底とする指数部である。この2桁は空白になる場合がある。
- その他 : シンボル

| 桁    | 桁数 | 詳細 | シンボル     |
| ----- | ---- | --- | ------------ |
| 1     | 1    | 要素データ行番号。 Line 1 では必ず 1 | 1            |
| 3–7   | 5    | 衛星カタログ番号 (NORADカタログナンバー) | BBBBB        |
| 8     | 1    | 軍事機密種別（S：秘匿、U：公開、のどちらかの文字が来る。） | C            |
| 10–11 | 2    | 国際衛星識別符号 (打上げ年のラスト2桁) | DD           |
| 12–14 | 3    | 国際衛星識別符号 (その年の打上げの通算番号) | EEE          |
| 15–17 | 3    | 国際衛星識別符号（その打上げによる飛行体の通番）飛行体が1つの場合は3桁とも空白。飛行体が複数の場合は、各々の飛行体を区別する目的で左詰で A、B、C、…、Z、AA、…、AZ、BA、…、ZZ、AAA、… の要領で表す | FFF          |
| 19–20 | 2    | この軌道要素の元期 (年のラスト2桁) | GG           |
| 21–32 | 12   | 元期 (続き) (その年の通日3桁、および該日における時刻を表す9桁の小数)。先行する GG が示す年の1月1日0000 UTC を1.0と数え、それからの経過時間を日を単位として加算した値。最小位の桁は0.864msに相当する。UTC を使用する場合は閏秒に注意する必要がある。閏秒の無いTAI、TT、UNIX時間、GPSタイムを用いた方が良い | HHH.HHHHHHHH |
| 34–43 | 10   | 平均運動の1次微分値を2で割った値。単位は [回転/day2]。主に地球の重力ポテンシャルの球対称からのずれにより発生する二体問題への摂動の影響を、平均運動について補正する。SGPで使用されるが、SGP4では使用されていない。                                                                                         | +.IIIIIIII   |
| 45–52 | 8    | 平均運動の2次微分値を6で割った値（仮数部は先頭に小数点があるものと見なされる）。単位は [回転/day3]。 実際には使用されておらず、NASA、NORADなどの公表値は 00000-0にセットされている。 | +JJJJJ-J     |
| 54–61 | 8    | B* (B STAR) 抗力項（仮数部は先頭に小数点があるものと見なされる）。大気による抗力が無視できない場合に用いる補正係数。SGP4で使用されるが、SGPでは使用されていない。 | +KKKKK-K     |
| 63    | 1    | この軌道要素を算出した軌道モデル (Ephemeris) の種別。0:情報なし、1:SGP、2:SGP4、3:SDP4、4:SGP8、5:SDP8。この情報は通常は使用されず、NASA、NORADなどの公表値は 0 となっている。 | L            |
| 65–68 | 4    | 軌道要素通番。軌道要素情報が更新されるごとに1ずつ加算される。 | MMMM         |
| 69    | 1    | Line 1 チェックサム。 68桁までの各桁の数字を10進1桁の数と見なして単純に加算した総和を10で割った余り。ただし、数字以外の文字、空白、小数点、+ は無視し、- は 1 と見なす。 | N            |

| 桁    | 桁数 | 詳細 | シンボル    |
| ----- | ---- | --- | ----------- |
| 1     | 1    | 要素データ行番号。 Line 2 では必ず 2                                                                                              | 2           |
| 3–7   | 5    | 衛星カタログ番号（Line 1 と同一）                                                                                                 | BBBBB       |
| 9–16  | 8    | 軌道傾斜角。単位は [度] | PPP.PPPP    |
| 18–25 | 8    | 昇交点の赤経。単位は [度] | QQQ.QQQQ    |
| 27–33 | 7    | 離心率。先頭に小数点があるものと見なされる。                                                                                      | RRRRRRR     |
| 35–42 | 8    | 近地点引数。単位は [度] | SSS.SSSS    |
| 44–51 | 8    | 平均近点角（Mean Anomaly）。単位は [度]                                                                                           | TTT.TTTT    |
| 53–63 | 11   | 平均運動 (Mean Motion)。単位は [回転/day]                                                                                         | UU.UUUUUUUU |
| 64–68 | 5    | 元期における通算周回数。軌道上に打上げられてから最初に昇交点を通過するまでを 0 周目として、昇交点を通過するごとに 1ずつ増える値。 | VVVVV       |
| 69    | 1    | Line 2 チェックサム。計算方法は Line 1 と同じ                                                                                     | W           |

### 実際の形式の例
以下に具体例をあげる。
```
ISS (ZARYA)
1 25544U 98067A   22095.91869325  .00012930  00000-0  23502-3 0  9991
2 25544  51.6452 334.5328 0004408 351.0413  99.6998 15.49890618333972

MIDORI (ADEOS)          
1 24277U 96046A   09116.47337938 -.00000023  00000-0  73445-5 0   432
2 24277  98.3597  83.2073 0002090  64.7512 295.3886 14.28595439661547

ORBCOMM FM08 [+]        
1 25112U 97084A   09116.51259343  .00000203  00000-0  12112-3 0  2154
2 25112  45.0199 241.1109 0010042 194.4473 165.6089 14.34380830592834

```

## 軌道要素間の関係
軌道要素のうち、2行軌道要素形式には次の要素が直接含まれている。
{\displaystyle t_{0}} : 元期 (Epoch)
{\displaystyle i_{0}} : 元期における 軌道傾斜角 (inclination)
{\displaystyle \Omega _{0}} : 元期における 昇交点赤経 (longitude of the ascending node)
{\displaystyle e_{0}} : 元期における軌道離心率 (Orbital eccentricity)
{\displaystyle \omega _{0}} : 元期における近点引数 (Argument of periapsis)
{\displaystyle M_{0}} : 元期における平均近点角 (mean anomaly)
{\displaystyle n_{0}} : 元期における平均運動 (Mean Motion)
これらの要素は、厳密な二体問題が成立する場合は定数であるが、次のような原因による摂動で変動する。
- 地球の重力ポテンシャルの球対称からのずれ
- 地球の大気による抗力
- 太陽光圧、太陽風圧
- 地球以外の天体(月、太陽、他の惑星など)の重力

2行軌道要素形式には、主に平均運動の時間変動を補正する、次のような情報が含まれている。
{\displaystyle {\dot {n}}_{0}/2} : 元期における平均運動の時間についての1次微分を2で割った値。
{\displaystyle {\ddot {n}}_{0}/6} : 元期における平均運動の時間についての2次微分を6で割った値。
B* : 地球大気の抗力による平均運動への影響を表すパラメーター
{\displaystyle {\dot {n}}_{0}/2} および {\displaystyle {\ddot {n}}_{0}/6} はSGPで用いられているが、SGP4では用いられていない。逆に B* はSGP4で用いられているが、SGPでは用いられていない。
SGPやSGP4では、地球の重力ポテンシャルのモデルなどを用いて、2行軌道要素形式に含まれる元期 t0 における軌道要素の値から、任意の時刻 t における次の軌道要素の値を予測している。
{\displaystyle i} : 時刻 {\displaystyle t}における軌道傾斜角
{\displaystyle \Omega } : 時刻 {\displaystyle t}における昇交点赤経
{\displaystyle e} : 時刻 {\displaystyle t}における軌道離心率
{\displaystyle \omega } : 時刻 {\displaystyle t}における近点引数
{\displaystyle M} : 時刻 {\displaystyle t}における平均近点角
{\displaystyle n} : 時刻 {\displaystyle t}おける平均運動
以下の軌道要素は、2行軌道要素形式には元期 t0 における値が直接は含まれていないが、任意の時刻 t における平均運動 n と離心率 e から、t における値を計算可能である。
{\displaystyle a} : 時刻 {\displaystyle t}における軌道長半径(Semimajor axis)
{\displaystyle l} : 時刻 {\displaystyle t}における半通径(または半直弦)(semi-latus rectum)
{\displaystyle q} : 時刻 {\displaystyle t}における近点距離 (Periapsis)
{\displaystyle Q} : 時刻 {\displaystyle t}における遠点距離 (Ap(o)apsis)
{\displaystyle T} : 時刻 {\displaystyle t}における軌道周期(Orbital period)
これらには、次のような関係がある。
{\displaystyle a={\sqrt[{3}]{\frac {GM_{E}}{n^{2}}}}}
{\displaystyle l=a(1-e^{2})}
{\displaystyle Q=a(1+e)}
{\displaystyle q=a(1-e)}
{\displaystyle T={\frac {2\pi }{n}}}
ここで GME は地心重力定数(万有引力定数と地球質量の積)でありGME = 3.986004418(8)×1014 m3 s−2 である。
地球中心と衛星間の距離を r とすると、 r は真近点角 ν の関数として次の形に表すことができる。
{\displaystyle r={\frac {l}{1+e\cos \nu }}}
また、r は、離心近点角 E の関数として次の形に表すことができる。
{\displaystyle r=a(1-e\cos E)}
真近点角 ν と離心近点角 E の関係は、次のようになる。
{\displaystyle \tan {\frac {\nu }{2}}={\sqrt {\frac {1+e}{1-e}}}\tan {\frac {E}{2}}}
離心近点角 E と平均近点角 M の関係は次の式(ケプラー方程式)で表される。
{\displaystyle M=E-e\sin E}
平均近点角 M は次の式で表される。
{\displaystyle M=M_{0}+{n_{0}}(t-t_{0})+\delta M}
δM は摂動による M の変動を表す項であり、摂動がなければ δM  = 0 である。
時刻 t における 平均運動 n は 、時刻 t における平均近点角 M の時間微分である。
{\displaystyle n={\dot {M}}=n_{0}+\delta {\dot {M}}}